# Blutige Erdbeeren
Blutige Erdbeeren ist ein Spielfilm aus dem Jahr 1970, der auf  James S. Kunens Buch The Strawberry Statement (deutsch: Erdbeer-Manifest: Notizen zur Columbia-Revolte; ohne ISBN) von 1968 basiert. Er zeichnet die 1968er Studentenrevolte an der Columbia University von New York nach. Der Schauplatz der Ereignisse wurde jedoch im Film nach San Francisco verlegt, da man an der Columbia University keine Dreherlaubnis bekam.
Der Titel spielt an auf eine Aussage von Prof. Herbert Deane, damals stellvertretender Dekan (Associate Dean of Graduate Faculties) an der Columbia University. Deane wurde ca. ein Jahr vor den beschriebenen Unruhen von der Studentenzeitung Columbia Daily Spectator mit folgenden Worten zitiert:
„A university is definitely not a democratic institution. When decisions begin to be made democratically around here, I will not be here any longer. […] whether students vote ‘yes’ or ‘no’ on an issue is like telling me they like strawberries.“
(Eine Universität ist definitiv keine demokratische Einrichtung. Wenn hier angefangen wird, Entscheidungen demokratisch zu fällen, werde ich nicht länger bleiben. […] ob Studenten für oder gegen einen Erlass stimmen, das ist, als würden sie mir erzählen, sie mögen Erdbeeren.)

## Handlung
San Francisco, Ende der 1960er Jahre: der Student Simon James ist ein Außenseiter und Sonderling. Der blonde junge Mann aus Kansas ist Brillenträger und nimmt am Rudertraining teil, wo er oft zu größeren Späßen aufgelegt ist. Den politischen Protestkundgebungen der Students for a Democratic Society auf dem Campus, bei denen seine Kommilitonen die Universität mit der CIA und Faschismus in Verbindung bringen, hört er eher amüsiert zu. Den Rektor wiederum lassen die politischen Meinungen der Studierenden so kalt wie die Tatsache, dass diese alle wohl gern Erdbeeren äßen.
Simons Einstellung ändert sich, als er auf einer dieser Veranstaltungen Bekanntschaft mit der hübschen Linda macht. Die Studentin, eine Anhängerin von Marcuse und Che, hat sich ganz den Pflichten der Universitäts-Guerilla verschrieben und lehnt das Tanzengehen als bourgeoisen Zeitvertreib vehement ab. Simon schließt sich daraufhin, aus der Verliebtheit heraus, den Studentenprotesten aktiv an und begleitet sie mit seiner Super-8-Flimkamera. Zum Helden des Campus avanciert er durch eine kleine Rauferei mit dem rechtsgerichteten George in seinem Ruderclub, bei der er eine Verletzung an der Lippe davonträgt. Simon wischt sich das Blut über das ganze Gesicht und macht die Polizei für seine Misshandlung verantwortlich. Daraufhin wird er von einer Studentin sexuell belohnt.
Gegen Ende des Films knüpfen Simon und Linda zärtliche Bande. Er wird vom Mitläufer zum Überzeugten und setzt sich Seite an Seite mit Linda bei einer von der Polizei und Nationalgarde gewaltsam beendeten Besetzung eines Universitätsgebäudes gegen die Räumung zur Wehr.

## Soundtrack
- Buffy Sainte-Marie – The Circle Game (Joni Mitchell)
- Thunderclap Newman – Something in the Air
- Crosby, Stills and Nash – Helpless
- Crosby, Stills and Nash – Our House
- Neil Young – The Loner
- Neil Young – Down by the River
- John Lennon – Give Peace a Chance

## Rezeption
Filmkritiker Vincent Canby (The New York Times) nannte den Film ein ausdrucksloses, langweiliges Produkt und kritisierte den künstlerischen Ansatz, den Hagmann unter anderem bei der Kameraarbeit und Musikauswahl von Blutige Erdbeeren verfolgt habe, der zuvor nur bei den Actionserien Mannix (1968–1969) und Kobra, übernehmen Sie Regie geführt hatte. Die Hauptfiguren Simon und Linda seien die direkte, wenn auch radikalisierte, Nachkommenschaft aus der US-Komödie Girl Crazy, in denen Mickey Rooney und Judy Garland die Hauptrollen übernommen hatten.
Der deutsche film-dienst beklagte, dass aus dem in der „Ich-Form und mit oft harter Selbstkritik erzählenden James Simon Kunen, der sich als Jude bekennt, ein ‚arischer‘ Simon James […], ein blonder und blauäugiger Kansas-Boy“ geworden sei, der von Bruce Davison verharmlosend in der Tradition von Mickey Rooney dargestellt werde, während Kim Darby Judy Garland imitiere. Der Regisseur wisse das Publikum zu packen und der Film biete mehr Diskussionsgrundlage als Zabriskie Point, die Wahrheiten von Blutige Erdbeeren seien aber „doch etwas zu sehr mit Hollywood-Make-Up geschminkt“ und es fehle die „gesellschaftliche Verbindlichkeit“.
Der Film lief im März 1973 schließlich auch in der DDR an und wurde dort zu einem Millionenerfolg an den Kinokassen, auch wegen des Soundtracks, und nicht zuletzt weil kommerziell erfolgreichere „68er-Filme“ wie Hair, Woodstock, Easy Rider und Alice’s Restaurant dem DDR-Publikum verwehrt blieben.

## Auszeichnungen
Der Film erhielt 1970 eine Einladung in den Wettbewerb der Filmfestspiele von Cannes, wo Hagmanns Spielfilmdebüt um die Goldene Palme konkurrierte und den Preis der Jury erhielt. Ein Jahr später erreichte Hauptdarsteller Bruce Davison einen siebten Platz bei den Laurel Awards in der Kategorie Star of Tomorrow, Male.